# Брандштеттер, Ральф
Ральф Брандштеттер (нем. Ralf Brandstätter; род. 1973) — генеральный директор автомобильного концерна Volkswagen.

## Биография
Начал работу в концерне Volkswagen в 1993 году. В 1998 году стал главой отдела по закупкам компонентов для шасси и трансмиссии, а с 2005 года руководил закупками в Seat.С 2005 года входит в совет директоров Volkswagen Passenger Cars.В 2018 году был назначен на пост главного операционного директора, а 1 июля 2020 стал генеральным директором, сменив на этом посту Герберта Дисса.